# Munida quadrispina
Munida quadrispina är en kräftdjursart som beskrevs av James Everard Benedict 1902. Munida quadrispina ingår i släktet Munida och familjen trollhumrar. Inga underarter finns listade i Catalogue of Life.

## Bildgalleri

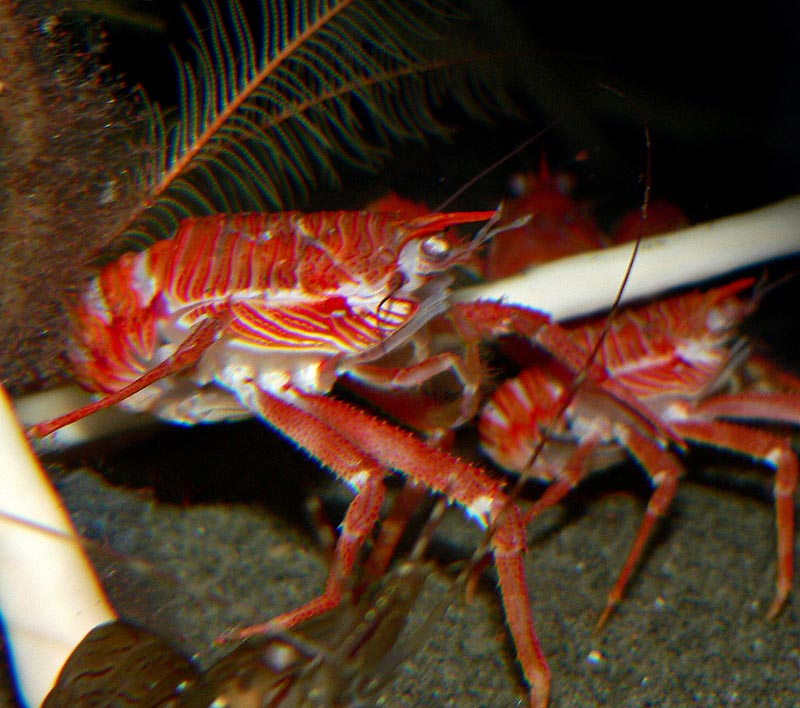
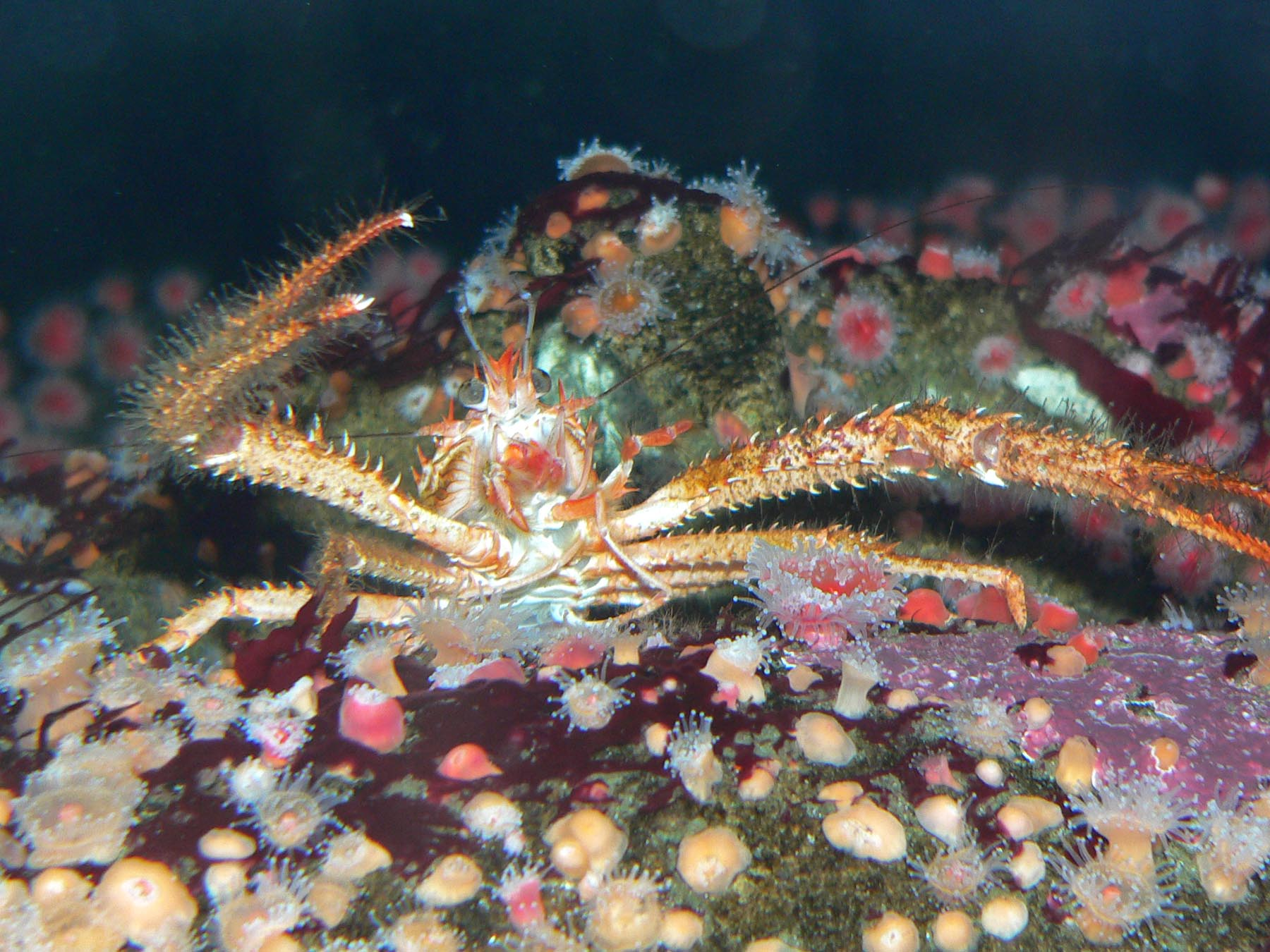